# 延載
延載（えんさい、延𠧋とも）は、武周の武則天の治世に使用された元号。694年。

## 西暦・干支との対照表
| 長寿 | 元年  |
| 西暦 | 694年 |
| 干支 | 甲午  |